# Société des Automobiles Truffault
Société des Automobiles Truffault est un constructeur automobile français.

## Production
L’entreprise basée à Paris a commencé à produire des automobiles en 1907. Le nom de la marque était Truffault.
Truffault est impliqué dans les composants de construction de véhicules depuis bien avant la fondation de l’entreprise automobile. Dès 1905, il y aurait eu une coopération avec la société belge Usines Pipe concernant les amortisseurs et les suspensions de camions. Construit en 1907 par Truffault, le véhicule a de solides emprunts à Pipe. En 1907, un moteur de Deckert est utilisé. En plus du moteur bicylindre de Deckert, il y avait un moteur monocylindre d’Aster de 1 039 cm3 avec un alésage de 105 mm et une course de 120 mm.
La production s’est terminée en 1908.

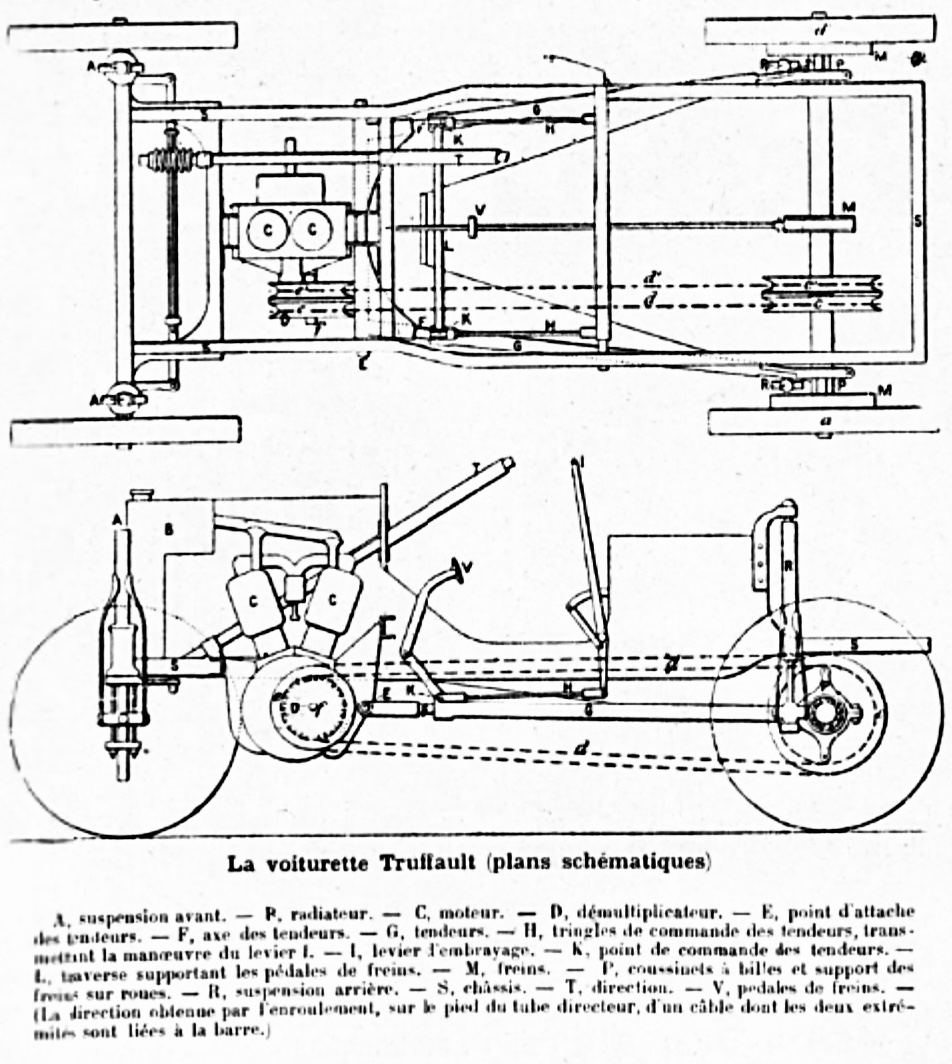
Truffault 7 HP (1907).
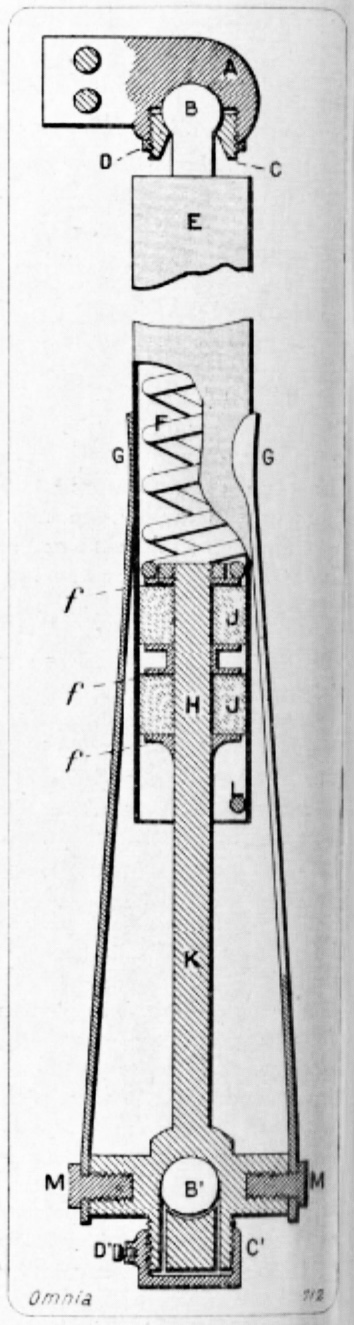
Jambe d’amortisseur à ressort avancée de Truffault (1907).